# Jheniffer Cordinali
Jheniffer da Silva Cordinali Gouveia, mais conhecida por Jheniffer Cordinali ou simplesmente Jhe (São Paulo, 6 de novembro de 2001), é uma futebolista brasileira que atua como atacante. Atualmente, joga pelo Tigres, do México.

## Carreira
Foi revelada pelo Internacional e chegou ao Corinthians, em 2021. Ainda em 2021, foi campeã do Paulista, do Brasileiro, e da Libertadores. Em 2022, ganhou a Supercopa do Brasil e o Brasileiro. Em 2023, novamente ganhou a Supercopa do Brasil e o Brasileiro.

## Títulos
Corinthians
- Campeonato Brasileiro: 2021, 2022, 2023 e 2024
- Copa Libertadores da América: 2021, 2023 e 2024
- Campeonato Paulista: 2021 e 2023
- Copa Paulista: 2022
- Supercopa do Brasil: 2022, 2023 e 2024

### Artilharias
- Copa Libertadores de 2021: 4 gols

### Prêmios individuais
- Bola de Prata - Melhor atacante: 2023
- Mina da Rodada Brasileirão Feminino 2024: 12a e 15a rodada
- Seleção da Rodada Brasileirão Feminino 2024: 9a, 12a e 15a rodada